# جان إس. لافي
جان إس. لافي (بالنرويجية البوكمول: Jan S. Levy)‏ هو صحفي وسياسي نرويجي، ولد في 3 سبتمبر 1943. حزبياً، نشط في حزب المحافظين. وقد انتخب وزير دولة ‏.